# Центр безопасности коммуникаций

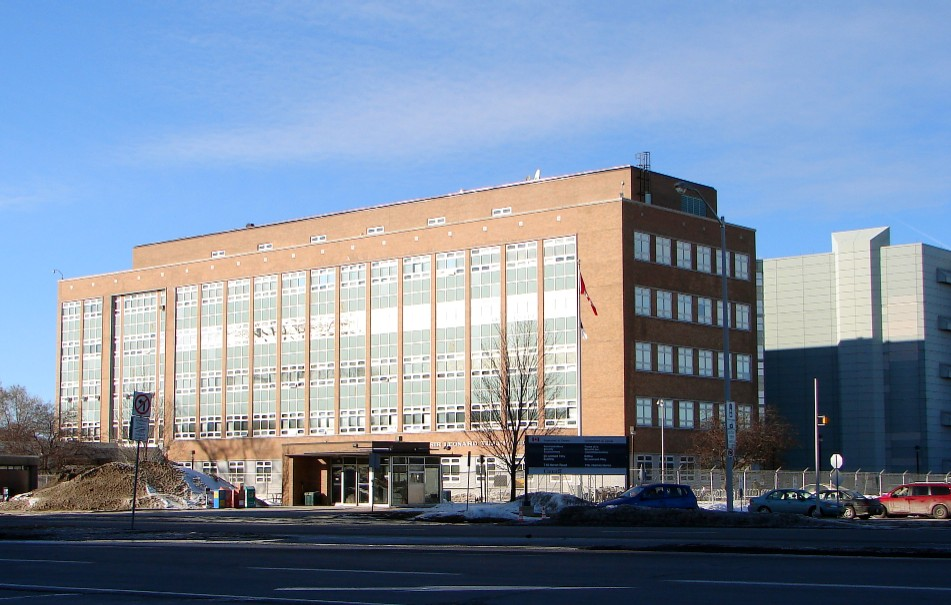
Штаб-квартира CSEC в Оттаве

Центр безопасности коммуникаций (англ. Communications Security Establishment Canada, CSEC или CSE, фр. Centre de la sécurité des télécommunications Canada, CSTC или CST) — спецслужба Канады, подразделение Министерства национальной обороны, которая отвечает за внешнюю радиоэлектронную разведку, защиту правительственных электронных информационных и коммуникационных сетей и криптографию. Штаб-квартира расположена в Оттаве и занимает несколько зданий, включая Edward Drake Building и соседнее с ним Sir Leonard Tilley Building
В связи с быстрым ростом численности персонала спецслужбы после терактов 11 сентября 2001 года в 2011 году началось строительство нового корпуса штаб-квартиры CSEC площадью 72 000 м² и стоимостью 880 млн. канадских долларов. Новое здание строится на юго-востоке Оттавы, непосредственно к западу от здания штаб-квартиры канадской службы безопасности и разведки. Ожидается, что строительство будет завершено в 2015 году.

## История
В июне 1941 года в качестве филиала Национального исследовательского совета Канады был создан так называемый Исследовательский отдел (англ. Examination Unit) — гражданская служба радиоперехвата, первоначальной задачей которой был перехват коммуникаций правительства Виши и нацистской Германии. Главный пункт перехвата Отдела располагался в Оттаве неподалеку от резиденции премьер-министра. Кроме того, в радиоперехвате была задействована станция Королевского канадского корпуса радиоразведки в Оттаве и база канадских Вооружённых Сил Лейтрим, расположенная к югу от Оттавы — старейшая станция радиоэлектронной разведки Канады. После включения Японии во Вторую мировую войну в круг задач Отдела был включён перехват и дешифровка японских коммуникаций. Численность персонала Отдела, по оценкам, составляла 45 человек.
После окончания Второй мировой войны, в сентябре 1945 года президент США Г. Трумэн заявил, что крайне важно, чтобы операции радиоэлектронной разведки Канады продолжались и в мирное время. В связи с этим Исследовательский отдел в 1946 году был переименован в Группу связи (англ. Communications Branch), с этого момента отсчитывается официальная история CSEC. В 1946 году численность персонала Группы связи была доведена до 75 сотрудников.
Сам факт существования организации и собранная ей информация оставались в секрете в течение 38 лет, пока в 1974 году CBC в своей телепрограмме The Fifth Estate не сделала существование спецслужбы достоянием гласности, и в результате запроса Палаты общин Канады канадское правительство признало факт существования организации. В 1975 году CSEC была подчинена министерству национальной обороны Канады.
В период холодной войны CSEC постоянно вело сбор данных о вооружённых силах Советского Союза. Помимо этого, CSEC является основным оператором радиоэлектронной разведки Канады и национальным криптографическим агентством, а также предоставляет правительству Канады услуги в сфере защиты информации и информационных инфраструктур.
В начале 2008 года в соответствии с федеральной программой идентичности правительства Канады, которая требует, чтобы все федеральные ведомства страны имели в своём названии слово «Канада», Центр безопасности коммуникаций получил название Центр безопасности коммуникаций Канады (англ. Communications Security Establishment Canada, фр. Centre de la sécurité des télécommunications Canada, CSTC).

## Задачи
CSEC занимает уникальное место в канадском разведывательном сообществе, ведёт работу в сфере шифрования и взлома шифров (криптоанализа), обеспечивает информационную безопасность структур правительства Канады и осуществляет радиоэлектронную разведку. Также обеспечивает техническую и оперативную помощь Королевской канадской конной полиции и другим федеральным правоохранительным органам и силовым структурам, в том числе Канадской береговой охране и Канадской администрации безопасности воздушного транспорта.

### Радиоэлектронная разведка
CSEC осуществляет радиоэлектронную разведку в соответствии с требованиями канадского правительства. База канадских Вооружённых Сил Лейтрим — главный пункт радиоэлектронной разведки в южной части Оттавы, специализируется на перехвате электронных сообщений, направляемых в дипломатические представительства в Оттаве и из них. Другие станции радиоэлектронной разведки — база канадских Вооружённых Сил Гандер в Ньюфаундленде, база канадских Вооружённых Сил Массет, Британская Колумбия (в режиме дистанционного управления от базы Лейтрим) и база канадских Вооружённых Сил Алерт в Нунавуте.
В сфере радиоэлектронной разведки CSEC сотрудничает с аналогичными службами США, Великобритании, Австралии и Новой Зеландии (так называемые «Пять глаз»). Во время холодной войны основной интерес CSEC представляла инфраструктура и военные операции Советского Союза. После распада СССР правительство Канады в ведении радиоэлектронной разведки уделяет внимание широкому спектру политических, оборонных вопросов, проблем международной безопасности, включая борьбу с терроризмом.

#### Оборудование для взлома кодов
Возможности по взлому кодов у CSEC существенно сократились в 1960-е−1970-е годы, но с приобретением модифицированного суперкомпьютера Cray X-MP/11, установленного в штаб-квартире спецслужбы в марте 1985 года, и приёма в штат команды криптоаналитиков значительно возросли. В начале 1990-х CSEC приобрёл суперкомпьютер FPS-522 EA за $ 1,6 млн. Этому компьютеру был сделан апгрейт до Cray S-MP superserver, после того как Cray приобрел систему с плавающей точкой в декабре 1991 года и использовал операционную систему Folklore, поставляемую АНБ США. Все эти компьютеры в настоящее время не используются в CSEC. О компьютерах, используемых в спецслужбе в настоящее время, достоверных данных нет. Высказывались предположения, что CSEC может использовать некоторые модели из линейки, включающей Cray SX-6 (начало 2000-х), Cray X1 (2003, разработка, частично финансируемая АНБ), Cray XD1 (2004), Cray XT3, Cray XT4 (2006), Cray XMT (2006) и Cray CX1 (2008).

### IT-безопасность
Программа инфобезопасности CSEC (ранее известная как «защита коммуникаций» (англ. Communications security)) выросла из необходимости защиты конфиденциальной информации различных правительственных учреждений, в частности, Министерства иностранных дел и международной торговли, Канадской пограничной службы и Королевской канадской конной полиции.
Программа инфобезопасности CSEC высоко оценена в международном масштабе. CSEC также ведет научно-исследовательскую деятельность в областях, связанных с безопасностью коммуникаций.

## Эшелон
С 1948 Канада присоединилась к договору UKUS SIGINT и является, наряду с АНБ США, Центром правительственной связи Великобритании, Управлением радиотехнической обороны Австралии и Службой безопасности правительственных коммуникаций Новой Зеландии, оператором глобальной системы радиоэлектронной разведки «Эшелон». Возможности системы «Эшелон» включают в себя контроль мировых электронных коммуникаций (телефон, факс и Интернет-трафик). Перехваченные данные, или «словари», сводятся в единую базу данных посредством массива мощных компьютеров, известного как «Платформа».

## Скандалы
Бывший сотрудник CSEC Майк Фрост в 1994 году издал книгу Spyworld, в которой утверждал, что его ведомство вело слежку за Маргарет Трюдо, женой премьер-министра Канады Пьера Трюдо, чтобы узнать, курит ли она марихуану, а также за двумя бывшими министрами кабинета М. Тэтчер в Лондоне от имени спецслужб Великобритании.
В 1996 году в СМИ появились сообщения, что CSEC отслеживала все коммуникации между штаб-квартирой министерства обороны Канады и Сомали по поводу убийства Шидане Ароне, а также скрыла запрос Сомали по факту убийства двух безоружных сомалийцев канадскими солдатами.
В 2006 году монреальская телекомпания CFCF-DT в программе On Your Side показала документальный фильм в трёх частях об CSEC, назвав его «самым тайным шпионским агентством Канады» и отметив, что это сверхсекретное агентство стало чрезвычайно мощным, ведущим мониторинг телефонных звонков, электронной почты, Интернет-чатов, радио-, микроволновых и спутниковых передач.
В 2007 году бывший вице-губернатор провинции Онтарио Джеймс Бартлеман заявил в ответ на запрос компании Air India от 3 мая, что он видел перехваченное CSEC предупреждение о теракте 23 июня 1985 года с Boeing 747 до его совершения. После этого двое бывших сотрудников CSEC заявили, что никаких сообщений о готовящемся теракте в CSEC не поступало.